# Tajima Nabi
Tajima Nabi (田島 ナビ 4 tháng 8 năm 1900 – 21 tháng 4 năm 2018) là một siêu bách tuế người Nhật Bản, cụ bà là người sống cuối cùng được chứng nhận đã được sinh ra trong thế kỉ 19 và người sống lâu đời nhất thế giới từ ngày 15 tháng 9 năm 2017, cho đến khi bà qua đời. Bà vẫn được ghi nhận là người Nhật và châu Á sống thọ nhất trong lịch sử và là người lớn tuổi thứ ba trên thế giới từng được chứng nhận theo tiêu chuẩn hiện đại, chỉ sau Jeanne Calment và Sarah Knauss.

## Cá nhân
Bà Nabi được sinh ra ở Araki, một khu vực sau đó trở thành Làng Wan, ở phần cực tây của Đảo Kikaijima. Từ tháng 2 năm 2002 cho đến khi bà qua đời, bà sống tại một nhà dưỡng lão có tên "Kikaien" (喜界園) ở Kikai, Kagoshima.
Chồng của bà, Tajima Tominishi (田島 富二子), qua đời năm 1991 ở tuổi 95 theo một số nguồn cũng có thể là 1992 hay 1993 theo những người khác. Bà có chín người con (bảy người con trai và hai người con gái). Vào tháng 9 năm 2017, cô được báo cáo là có khoảng 160 hậu duệ, bao gồm cả những đứa chắt của cháu.

## Sống thọ
Bà đã trở thành người sống thọ nhất ở Nhật Bản vào ngày 27 tháng 9 năm 2015, vượt qua một phụ nữ 115 tuổi (đã qua đời) ở Tokyo. Vào ngày 15 tháng 9 năm 2017, bà vượt qua một người người Jamaica 117 tuổi Violet Brown, bà trở thành người sống thọ nhất thế giới—và người sống sót cuối cùng trong thế kỷ 19. Vào ngày 10 tháng 4 năm 2018, Tajima Nabi trở thành người lớn tuổi thứ ba trên thế giới kể từ khi vượt qua tuổi của Lucy Hannah. Những người khác đã tuyên bố họ sống thọ hơn bà, nhưng không ai trong những người tuyên bố này được xác nhận đầy đủ.
Bà nói rằng mình sống thọ tuổi thọ là do ngủ ngon và ăn đồ ăn ngon.

## Qua đời
Bà mất vào 21 tháng 4 năm 2018 ở Kikai, Kagoshima ở tuổi 117 và 260 ngày. Sau khi bà Nabi qua đời, Miyako Chiyo ở Yokohama, Nhật Bản, trở thành người sống thọ nhất thế giới.